# Violet Brown
Violet Brown (nhũ danh Mosse, sinh ngày 10 tháng 3 năm 1900 - mất ngày 15 tháng 9 năm 2017) là một người cao tuổi người Jamaica, đã ở tuổi 117, và 37 ngày, là người sống lâu đời nhất trên thế giới kể từ cái chết của Emma Morano vào ngày 15 tháng 4 năm 2017. Bà cũng là người vị thành niên đầu tiên đã được xác minh từ Jamaica và người lớn tuổi nhất từng được chứng minh tại Jamaica. Ngày sinh của bà đã được báo cáo khác nhau vào các ngày 4 tháng 3 năm 1900, ngày 10 tháng 3 năm 1900, và ngày 15 tháng 3 năm 1900; ngày được chính thức công nhận vào ngày 10 tháng 3 năm 1900 bởi Nhóm nghiên cứu lão khoa vào năm 2014. Brown sinh ra khi Jamaica là một phần của Đế quốc Anh và là người duy nhất còn sống cuối cùng của thời Victoria của Anh. Bà cùng với Nabi Tajima của Nhật Bản, một trong hai người sống cuối cùng sinh ra trong thế kỷ 19.

## Tiểu sử
Brown là một trong bốn người con của John Mosse, một người nấu đường, và Elizabeth Riley, người đã chết ở tuổi 96. Bà được báp têm khi lên 13 tuổi vào nhà thờ Báp tít. Cô kết hôn với Augustus Gaynor Brown, người mà cô có chung một con gái. Con đầu lòng của Brown, Harold Fairweather (sinh ngày 15 tháng 4 năm 1920), ở tuổi 97, 1 ngày, được cho là người già nhất sống với cha mẹ còn sống. 